# 23151 Джорджготц
23151 Джорджготц (23151 Georgehotz) — астероїд головного поясу, відкритий 30 січня 2000 року.
Тіссеранів параметр щодо Юпітера — 3,286.